# Oath of a Warrior
Oath of a Warrior è il secondo album in studio della black metal tedesca Black Messiah.

## Tracce
1. Götterdämmerung – 2:48
2. A New Messiah – 7:04
3. Blustbruder – 4:47
4. Bury the Lambs of Christ – 7:18
5. Setting Sails – 2:06
6. Riding the Drakkar – 3:34
7. Christenfeind – 7:18
8. Feld der Ehre – 4:36
9. Entering the Halls of Odhinn – 2:08
10. My Way to Asgaard – 6:48
11. Der Eid – 8:13

## Formazione
- Zagan - voce, chitarra, violino e mandolino
- Meldric - chitarra
- Drahco - basso
- Surthur - batteria
- Zoran Novak - chitarra
- Hrym - tastiere